# بریتیش ریل کلاس ۳۷۳
بریتیش ریل کلاس ۳۷۳ (انگلیسی: British Rail Class 373) یک قطار خودگرانشی الکتریکی تندرو ساخت شرکت آلستوم فرانسه و بی‌ان بلژیک است.
این قطار که در خطوط راه‌آهن یورواستار مورد استفاده قرار میگیرد دارای ۳۸۷ متر طول، ۲.۸۱ متر عرض و سرعت نهایی ۳۰۰ کیلومتر در ساعت در هنگام جابه‌جایی مسافر است.